# جيروم غولدستاين
جيروم غولدستاين (بالإنجليزية: Jerome Goldstein)‏ هو رياضياتي أمريكي، ولد في 5 أغسطس 1941 في بيتسبرغ في الولايات المتحدة.